# ANA Wings
ANA Wings Co.,Ltd. (ANAウイングス株式会社 ANA Uingusu Kabushiki Kaisha) es una aerolínea regional con sede corporativa en el Aeropuerto Internacional de Tokio (Haneda) en Ōta, Tokio, Japón. Es una filial de propiedad total de All Nippon Airways (ANA). La aerolínea fue formada el 1 de octubre de 2010 mediante la fusión de Air Next, Air Central y Air Nippon Network.

## Destinos
ANA Wings sirve a los siguientes destinos dentro de Japón (en agosto de 2014):

## Flota

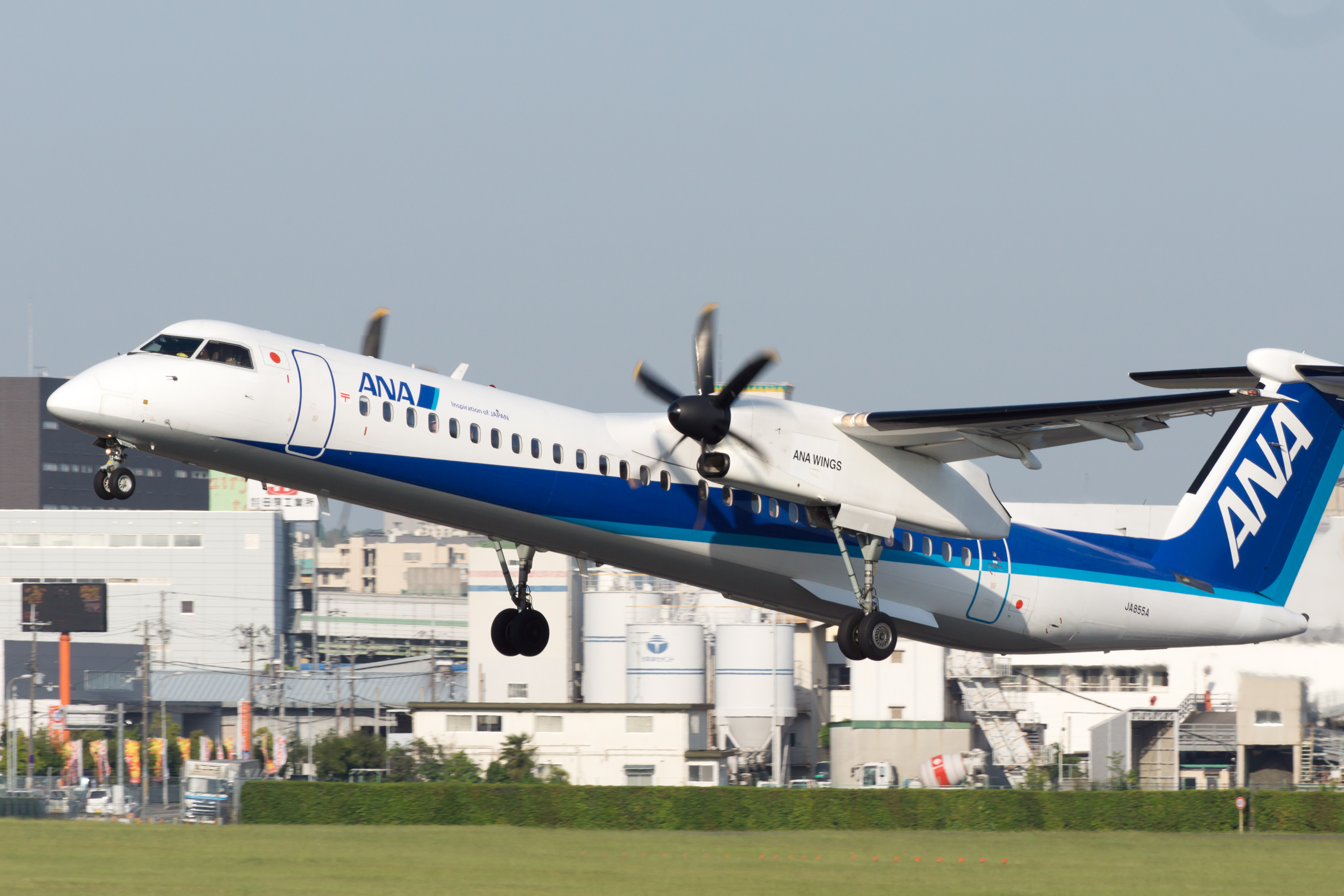
Un Bombardier Dash 8 de ANA Wings despegando del Aeropuerto Internacional de Osaka

La flota de ANA Wings consiste en las siguientes aeronaves, con una edad media de 11.3 años (junio de 2020):

## Accidentes e incidentes
ANA Wings ha tenido un incidente registrado que solamente ocasionó daños a la aeronave.
- El 29 de noviembre de 2013, el vuelo 4915 ANA Wings, un Bombardier Dash 8 Q400, registro JA462A, fue alcanzado por un rayo mientras aterrizaba en Fukue. El avión aterrizó sin problemas pero recibió fuertes daños, fue reparado y devuelto al servicio. El vuelo salió de Fukuoka con un total de 41 ocupantes a bordo.[8]